# Levkó Lukiánenko
Levkó Hryhórovich Lukiánenko (en ucraniano: Левко́ Григо́рович Лук'я́ненко); Khrypivka, Raión de Gorodnia, Cherníhiv; 24 de agosto de 1928-Kiev, 7 de julio de 2018) fue un diplomático, activista por los derechos humanos, escritor y político ucraniano, héroe de Ucrania y disidente de su país durante el periodo soviético. Fue uno de los fundadores del Grupo Helsinki de Ucrania en 1976 y fue elegido líder del revivido grupo, llamado ahora Asociación Ucrania-Helsinki, en 1988.

## Biografía
Lukiánenko nació el 24 de agosto de 1927 en el pueblo de Khrypivka de Raión de Gorodnia, en la URSS. Durante la Segunda Guerra Mundial en 1944 fue reclutado en el Ejército soviético y sirvió en Austria y luego en la región del Cáucaso (las ciudades de Vladikavkaz y Najicheván). En 1953 Lukiánenko se matriculó en el Departamento de Leyes de Universidad Estatal de Moscú y se unió al Partido Comunista de la Unión Soviética. Poco después de graduarse en 1958, Lukianenko fue dirigido como propagandista al comité del Partido Comunista en Raión de Radekhiv.

### Disidencia
En 1959 en la era del Deshielo de Jruschov, organizó un movimiento disidente en Hlyniany llamado la Unión de Trabajadores y Campesinos Ucranianos junto con Iván Kandyba y otros; Lukiánenko defendía el derecho de la secesión de la RSS de Ucrania del resto de Unión Soviética, un derecho teóricamente concedido por la Constitución soviética de 1936 (Artículos 17 y 125). En mayo de 1961 fue expulsado del partido, arrestado, juzgado, y sentenciado a muerte por la Corte de la óblast de Lviv por sus ideas separatistas. Después de 72 días, su sentencia fue conmutada a 15 años en un campo de prisioneros. Lukiánenko cumplió su condena primero en Mordovia y después en Vladímir. Poco después de su liberación en 1976, fue uno de los miembros fundadores del Grupo Ucrania.
En 1977, fue nuevamente detenido y condenado por la Corte de la óblast de Chernígov a 10 años en un campo de trabajo y 5 años de exilio interno por "propaganda antisoviética y agitación".
En 1988 Lukiánenko fue liberado en la ola de la perestroika de Gorbachov

### Trayectoria política
Lukiánenko fue elegido miembro del Parlamento de Ucrania en 1990. Fue el coautor de la Declaración de Soberanía Estatal de Ucrania y autor de la Declaración de Independencia de Ucrania adoptada en 1991.
Entre mayo de 1992 y noviembre de 1993, Lukiánenko fue el primer embajador ucraniano en Canadá. Dimitió en protesta contra la política del gobierno.
Fue condecorado con el título de Héroe de Ucrania por el presidente Viktor Yúshchenko el 19 de abril del 2005.
En 2006, Lukiánenko fue miembro del parlamento ucraniano, elegido con el Bloque Yulia Tymoshenko.
En 2006 y (después de un intervalo) nuevamente en 2010, Lukiánenko fue elegido presidente del Partido Republicano de Ucrania.

### Controversia
En 2005, participó en una conferencia titulada "El Sionismo como la Mayor Amenaza de la Civilización Moderna,"  la cual fue polémica por su tono antisemita y por la invitación del exmiembro del Ku Klux Klan David Duke.  Lukyánenko se sentó junto a Duke y le dio una ovación de pie. Presentando su propio papel, Lukiánenko argumentó que el Holodomor fue llevado a cabo por un gobierno satánico controlado por los judíos. Según Lukiánenko, el 95 % de los comisarios del pueblo soviético, las autoridades militares y judiciales, Lenin y Stalin eran judíos, y "por lo tanto… de los cargos administrativos más importantes… 80 % eran judíos."
Lukiánenko ha argumentado que no hay antisemitismo en Ucrania, desde entonces no "ha conocido un solo ucraniano, que sea opositor al pueblo semita." Según Lukiánenko, los ucranianos basan sus actitudes de otros grupos étnicos en "sus actitudes hacia nosotros."

### Fallecimiento
Falleció el 7 de julio de 2018 a los 89 años luego de un accidente cerebrovascular.

## Premios y condecoraciones
- Héroe de Ucrania (2005)[10]
- Orden del Príncipe Yaroslav el Sabio (5.º grado) (2007)[11]
- Premio Nacional Tarás Shevchenko (2016)[12]